# Francisco Araiza

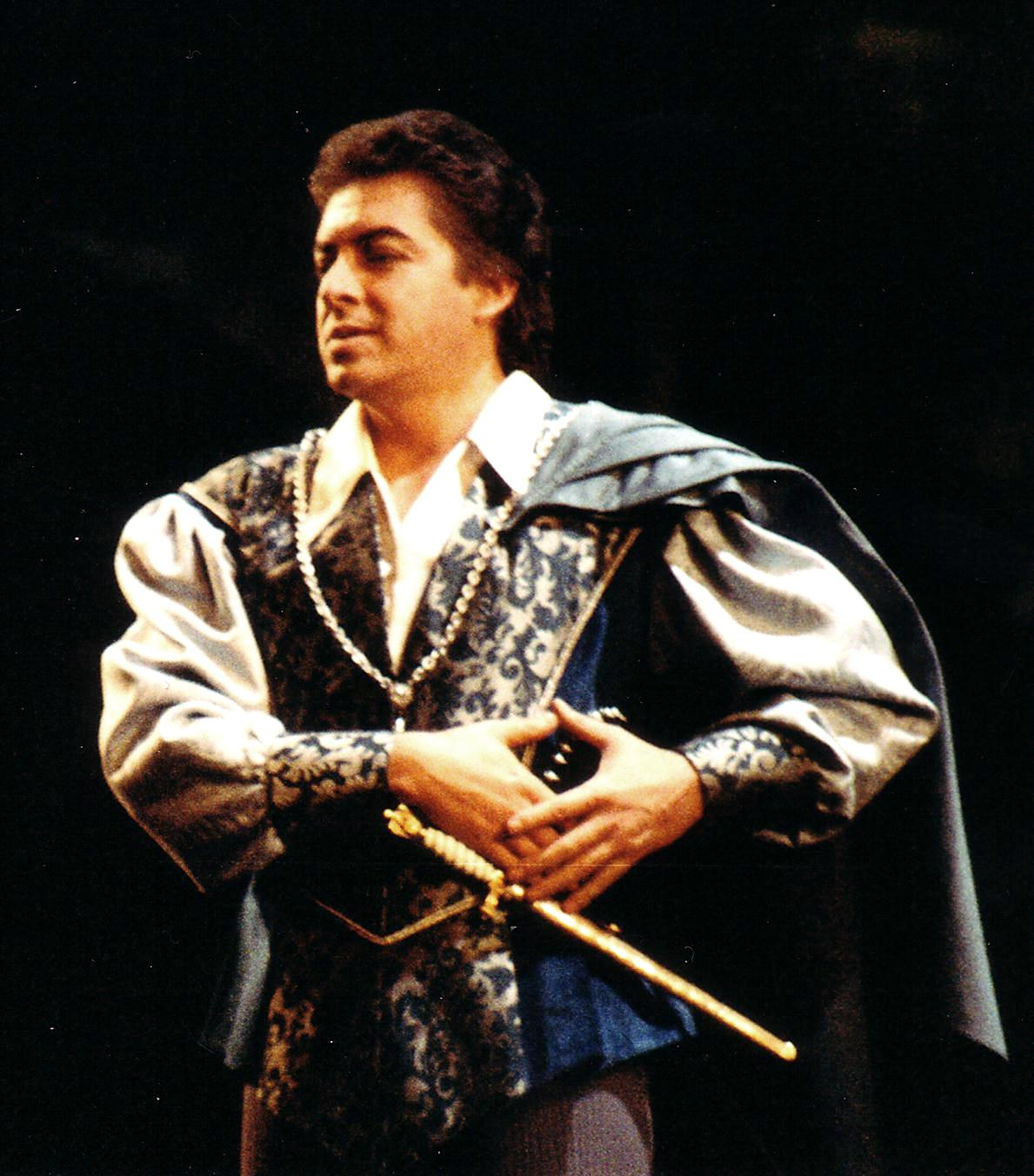
Francisco Araiza als Romeo
(Opernhaus Zürich, 1990)

Francisco Araiza (* 4. Oktober 1950 in Mexiko-Stadt) ist ein mexikanischer Opernsänger in der Stimmlage Tenor. Er gehört zu den lyrischen Tenören, der vor allem als Mozart- und Rossini-Tenor, aber auch als Liedersänger Maßstäbe setzte und ab Mitte der 1980er-Jahre dann durch seine Facherweiterung ins dramatischere Lirico-Spinto-Fach (mit Rollen von Verdi, Puccini, Massenet, Gounod und schließlich Wagner) Erfolge feierte.

## Biographie
Francisco Araiza studierte Gesang bei Irma Gonzalez am Conservatorio Nacional de Música und deutsches Repertoire bei Erika Kubacsek in seiner Heimatstadt. Zuvor hatte er an der dortigen Universität ein Studium der Betriebswirtschaft abgeschlossen. 1970 gab er in Mexiko-Stadt sein Operndebüt. 1974 war er Preisträger beim Internationalen Musikwettbewerb der ARD in München. Unmittelbar darauf folgte die Verpflichtung an das Badische Staatstheater Karlsruhe. 1977 engagierte ihn das Zürcher Opernhaus als festes Ensemblemitglied. Spätestens nachdem Herbert von Karajan ihn 1980 als Tamino für seine Einspielung der Zauberflöte und zu den Salzburger Festspielen (Fenton in Falstaff) eingeladen hatte, begann seine Weltkarriere. sie führte ihn an die großen Opernhäuser der Welt, allen voran die Bayerische Staatsoper München, die Staatsoper Wien, das Royal Opera House Covent Garden und die Metropolitan Opera New York, und zu allen internationalen Festspielen, wo er mit den bedeutendsten Dirigenten wie Karl Böhm, Carlos Kleiber, Karl Richter, Carlo Maria Giulini, Colin Davis, Neville Marriner, James Levine, Claudio Abbado, Riccardo Muti, Seiji Ozawa, Giuseppe Patane, Wolfgang Sawallisch, Nikolaus Harnoncourt, Franz Welser-Möst und Daniel Barenboim und Regisseuren wie Jean-Pierre Ponnelle, Harry Kupfer, August Everding, Otto Schenk, Götz Friedrich, Giorgio Strehler, Franco Zeffirelli, Roman Polański, David Pountney und Robert Wilson zusammenarbeitete.
Seit Ende der 1990er-Jahre trat er zunehmend als Gesangslehrer in Erscheinung, mit Meisterklassen, als Juror bei Gesangswettbewerben und von 2003 bis 2016 als Professor an der Staatlichen Hochschule für Musik und Darstellende Kunst Stuttgart. Von 2007 an wirkte er für zwei Jahre als Künstlerischer Leiter der Internationalen Hugo-Wolf-Akademie. Am Internationalen Opernstudio Zürich lehrte er bis 2013 stimmtechnische und stilistische Fortbildung. Innerhalb der Bertelsmann-Stiftung war er als Juror und Dozent sowie im Stiftungsrat der Liz Mohn Kultur- und Musikstiftung tätig. Im Jahr 1993 und von 2005 bis 2015 saß er in der Jury des Internationalen Gesangswettbewerbs Neue Stimmen.
Zudem gehörte er dem Stiftungsvorstand der Europäischen Kulturstiftung Europamusicale an. 2016 rief der Staatssekretär für Kultur zusammen mit dem Instituto Nacional de Bellas Artes y Literatura eigens für Francisco Araiza einen Lehrstuhl mit dem Namen „Catedra Francisco Araiza“ am Conservatorio Nacional de Musica in Mexiko-Stadt ins Leben. Von der Universität Morelia Universidad Michoacana San Nicolas de Hidalgo, Mexiko, wurde ihm 2017 die Ehrendoktorwürde verliehen. Seit 2019 ist er Professor der Catedra de Canto Alfredo Kraus der Escuela Nacional de Musica Reina Sofia in Madrid.

## Rollen (Auswahl)
- Italienisches Repertoire: Verdi-Opern: Alfredo in La traviata; Il Duca di Mantova in Rigoletto; Alvaro in La forza del destino; Gustavo III in Un ballo in maschera; Titelrolle in Don Carlo; Rodolfo in La Bohème von Puccini; Titelrolle in Andrea Chénier von Umberto Giordano; Pollione in Norma von Vincenzo Bellini, Rossini-Opern: Don Ramiro in La Cenerentola; Lindoro in L’italiana in Algeri; Conte di Libenskof in Il viaggio a Reims; Graf Almaviva in Il barbiere di Siviglia.
- Französisches Repertoire: Des Grieux in Manon, Titelrolle in Werther von Jules Massenet, Don José in Carmen von Georges Bizet, Titelrolle in Faust, Romeo in Romeo et Juliette von Charles Gounod; Hoffmann in Les contes d’Hoffmann von Jacques Offenbach.
- Deutsches Repertoire: Tamino in Die Zauberflöte, Belmonte in Die Entführung aus dem Serail, Ferrando in Così fan tutte, Don Ottavio in Don Giovanni und die Titelrolle in Idomeneo von Mozart, Max in Der Freischütz von Carl Maria von Weber, Titelrolle in Lohengrin sowie Walter von Stolzing in Die Meistersinger von Nürnberg, Siegmund in Die Walküre und die Titelpartie in Parsifal von Richard Wagner.

## Auszeichnungen
Araiza hat über hundert Titel auf CD und DVD eingespielt und erhielt zahlreiche Auszeichnungen wie den Orphèe d’Or und den Deutschen Schallplattenpreis. 1988 wurde ihm der Titel Kammersänger der Wiener Staatsoper verliehen, 1991 die Mozart-Medaille der Universität von Mexiko-Stadt, 1995 der Mario del Monaco-Preis Otello d’ Oro und der Darsteller-Preis Goldener Merkur 1996 in München. Im Juli 2011 wurde er anlässlich seines 40-jährigen Gesangsjubiläums vom Instituto de Bellas Artes y Literatura y la Compania Nacional de Opera in Mexiko-Stadt mit der Goldmedaille der schönen Künste geehrt.

## Diskografie (Auswahl)
Solo-Alben
- No Limits – Legendary Live-Recordings (SM194)
- Das Lied von der Erde – Gustav Mahler (Deutsche Grammophon)

Oper
- Gioachino Rossini: Der Barbier von Sevilla
  - Mitwirkende: Thomas Allen (Figaro), Francisco Araiza (Conte Almaviva), Agnes Baltsa (Rosina), Robert Lloyd (Basilio), Ambrosion Opera Chorus, Academy of St. Martin in the Fields, Neville Marriner (Dirigent). (Phillips Classics 1983/Decca 2002)

- Wolfgang Amadeus Mozart: Die Zauberflöte
  - Mitwirkende: Thomas Allen (Tamino), Edith Mathis (Pamina), José van Dam (Sarastro), Chor der Deutschen Oper Berlin, Berliner Philharmoniker, Herbert von Karajan (Dirigent). (Deutsche Grammophon 1985)

- Charles Gounod: Faust:
  - Mitwirkende: Thomas Allen (Faust), Kiri Te Kanawa (Margerite), Jewgeni Jewgenjewitsch Nesterenko (Mephisto), Chor und Symphonieorchester des Bayerischen Rundfunks, Colin Davis (Dirigent). (Philips 1985 / Decca Records, Deutsche Grammophon, 2012)

## Fernsehaufzeichnungen (Auswahl)
- Der Rosenkavalier (Strauss), mit Brigitte Fassbaender, Gwyneth Jones, Lucia Popp, Francisco Araiza; Regie: Otto Schenk, Dirigent: Carlos Kleiber, Orchester und Chor der Bayerischen Staatsoper (Bayerische Staatsoper 1979)
- Manon, (Massenet), mit Benno Kusche, Edita Gruberova, Francisco Araiza Regie: Jean-Pierre Ponnelle, Otto Schenk, Dirigent: Ádám Fischer, Orchester und Chor der Wiener Staatsoper (Wiener Staatsoper 1985)

## Film
- Die Schönheit der Stimme. Ein Jahr am internationalen Tonstudio Zürich. Dokumentarfilm, Schweiz, Deutschland, 2011, 52 Min., Buch und Regie: Sabine Gisiger, Produktion: unico film, Loftmusic, ZDF, arte, SRF, Erstsendung: 12. Februar 2012 bei arte,[1] für Schweizer Zuschauer.
 Araiza ist hier als Gesangslehrer am Opernhaus Zürich zu sehen.
- Francisco Araiza – Ich bin ein Romantiker. Dokumentarfilm (Künstlerporträt), Deutschland, Mexiko, USA, Schweiz, Österreich 1990, 45 Min., Regie: Jochen Richter, Produktion: Evelyn Paulmann, ZDF, 1991.

## Belege
1. ↑  Inhaltsangabe (Memento des Originals vom 21. Juli 2011 im Internet Archive)  Info: Der Archivlink wurde automatisch eingesetzt und noch nicht geprüft. Bitte prüfe Original- und Archivlink gemäß Anleitung und entferne dann diesen Hinweis. von arte und online-Video

| Personendaten    | Personendaten        |
| ---------------- | -------------------- |
| NAME             | Araiza, Francisco    |
| KURZBESCHREIBUNG | mexikanischer Sänger |
| GEBURTSDATUM     | 4. Oktober 1950      |
| GEBURTSORT       | Mexiko-Stadt         |